# Film epico
L'epico è un genere cinematografico caratterizzato da un utilizzo del dramma su larga scala, tendenzialmente con storie d'amore come sfondo.
La produzione di questi film è spesso associata ad un'alta spesa preventiva, che comporta anche un rischio di recessione e fallimento per gli studi finanziatori in caso di flop.
Nel cast tecnico compaiono spesso e volentieri registi, sceneggiatori, musicisti e montatori molto noti, e in quello artistico attori di un certo calibro, capaci di portare il peso di una grande interpretazione.
Condivide in similitudine con il poema epico temi profondi quali l'amore, l'odio e la guerra, ed è per questo considerato un suo derivato.

## Caratteristiche
A caratterizzare il genere è il riferimento a lunghi avvenimenti (ad es. conflitti come la Guerra del Vietnam), ma nell'arco della storia viene spesso inserita una storia d'amore. All'epico vengono associati talvolta film di fantascienza e fantastici; i concetti portanti della storia sono solitamente il destino e il cambiamento interno del protagonista.
La popolarità del film epico ha raggiunto il suo apice durante gli anni sessanta del XX secolo quando l'industria cinematografica di Hollywood e Cinecittà si sono unite nella produzione del genere.
Tra le pellicole considerate protagoniste del "boom" americano degli anni cinquanta e sessanta ritroviamo Quo vadis, Ben-Hur, Spartacus, Cleopatra, La caduta dell'Impero romano, Il dottor Živago e molti altri.
L'epico continua ad essere una risorsa lucrosa ancora oggi anche se le grandi produzioni degli anni Cinquanta e Sessanta, caratterizzate dall'uso di migliaia di comparse, sono oggi rimpiazzate dagli effetti speciali che permettono tra l'altro l'animazione di personaggi virtuali.
Il genere è stato anche allargato a film cult del crimine come Il padrino e Scarface. 
Il critico e sceneggiatore Roger Ebert definì così il genere epico:

## Sottogeneri
- Western epico: dà solitamente un forte risalto a temi quali la lotta tra bene e male, l'avanzamento della colonizzazione, l'ambientazione; famoso autore del genere è stato Sergio Leone, di cui si può menzionare C'era una volta il West; altri esempi sono Sentieri selvaggi e La conquista del West.
- Peplum: comprende sia il film d'azione che quello fantastico, entrambi ambientati in contesti biblici o del periodo greco o romano che abbiano argomento storico o mitologico; esempi celebri sono Ben-Hur e Cleopatra.
- Epico biblico: spesso miscelato con il peplum, anch'esso è ambientato in uno scenario biblico. Ha avuto larga diffusione e successo durante gli anni 1950 e 1960; celebri esempi sono I dieci comandamenti, Il re dei re e La passione di Cristo (2004).
- Epico romantico: si ispira al romanticismo, e ne coglie il significato più profondo, spesso lungo un arco di tempo considerevole, tanto da assumere un connotato epico; esempi celebri sono Via col vento e Titanic.
- Epico di guerra: è un sottogenere sia dell'epico che del film di guerra, è caratterizzato da un uso ancora più ampio e scenografico delle battaglie, spesso con una certa sottolineatura degli aspetti cruenti; esempi celebri sono Apocalypse Now, Salvate il soldato Ryan e La sottile linea rossa.
- Epico biografico: spesso interrelato con uno dei precedenti sottogeneri, narra le vicende di una persona la cui vita ha avuto aspetti epici e/o che ha influenzato significativamente la Storia umana; esempi famosi sono Lawrence d'Arabia, Gandhi, L'ultimo imperatore, e Braveheart - Cuore impavido.
- Epico fantascientifico e fantasy: vicende fantastiche raccontate con toni particolarmente alti ed intensi; nel caso della fantascienza si segnalano 2001: Odissea nello spazio e Metropolis; per il fantasy è da menzionare la trilogia de Il Signore degli Anelli.

## Popolarità
L'epico è sempre stato un genere in grado di ottenere riconoscimenti, buona critica e soprattutto un vasto pubblico.
Molti dei film che hanno rilevato il più alto numero di incassi appartengono al genere epico. Classico esempio è Titanic, che ha contribuito a rilanciare il genere incassando circa 2,2 miliardi di $ in tutto il mondo, posizionandosi come il film che ha registrato il più alto numero di incassi nella storia del cinema, prima dell'avvento di Avatar. Altro film, appartenente all'epico romantico è Via col vento, che all'epoca dell'uscita incassò 1,3 miliardi nei soli Stati Uniti d'America.